# 5570 Kirsan
5570 Kirsan (1976 GM7) là một tiểu hành tinh nằm phía ngoài của vành đai chính được phát hiện ngày 4 tháng 4 năm 1976 bởi N. S. Chernykh ở Nauchnyj.